# Manus (anatomia)

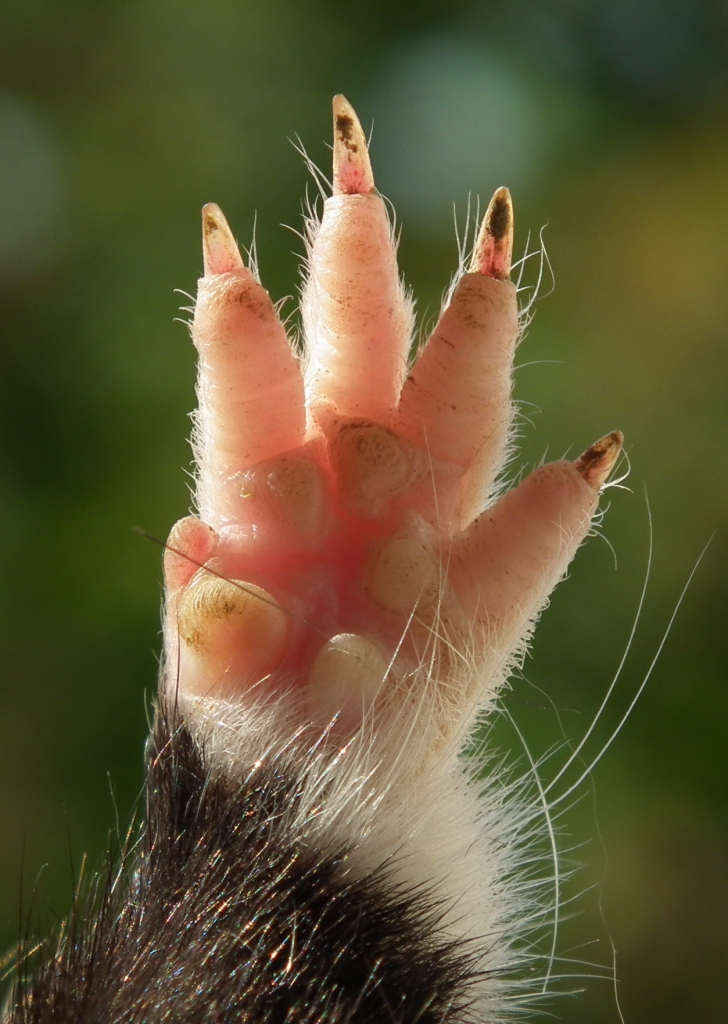
Manus de um roedor, hamster eurasiático Cricetus cricetus.

Manus (Latim para mão) é o termo em zoologia para a porção distal do membro anterior de um animal. Em tetrápodes, é a parte do membro pentadáctilo que inclui os ossos metacarpais e dedos (falanges). Durante a evolução, ele assumiu muitas formas e serviu a uma variedade de funções. Ele pode ser representado pela mão de primatas, a porção inferior do membro frontal de animais com cascos ou a pata dianteira e é representado na asa de aves, morcegos e répteis voadores pré-históricos (pterossauros), a nadadeira dos mamíferos marinhos e o "remo" de répteis marinhos extintos, como os plesiossauros e ictiossauros. Em cefalópodes, manus é a parte final e mais larga de um tentáculo ou braço, e suas ventosas são frequentemente maiores e dispostas de forma diferente daquelas no resto do braço.